# 大島敏久
大島 敏久（おおしま としひさ、1948年4月17日 - ）は、日本の生物学者・農学者。農学博士（京都大学）。九州大学 ・徳島大学・京都教育大学名誉教授。大阪工業大学工学部生命工学科元教授。
日本農芸化学会フェロー。ビタミン・バイオファクター協会会長。日本生化学会元理事、日本生物工学会元評議員、日本農芸化学会元評議員、日本ビタミン学会2002幹事、極限環境微生物学会2000評議員、日本化学会化学教育賞等1995選考委員。公益財団法人発酵研究所評議員。
専門は、農芸化学・食品科学・農学、微生物学・酵素化学・遺伝子化学。

## 略歴
1973年京都大学大学院農学研究科農芸化学専攻修士課程修了。1975年同研究科農芸化学専攻博士課程中途退学、1978年農学博士（京都大学）。京都教育大学教育学部助手、助教授を経て、同大学教授。フライブルク大学生物学部研究員、ユーリッヒ原子力研究センター・バイオテクノロジー研究所客員研究員も務めた。1996年京都教育大学名誉教授。同年、徳島大学工学部教授。理化学研究所客員主管研究員も務めた。2006年徳島大学名誉教授。同年、九州大学大学院農学研究院教授。2013年九州大学名誉教授。2013年より大阪工業大学工学部生命工学科教授を務め、2019年同大学定年退職。
主に農芸化学・農学分野の研究・推進に貢献した。
主な所属学会は、日本生化学会、日本農芸化学会、日本生物工学会、日本ビタミン学会、極限環境微生物学会、日本化学会など。主な受賞は、日本農芸化学会フェロー、日本ビタミン学会賞 (2005)「超好熱アーキアのヌクレオチド補欠因子要求性酵素の研究:新規酵素の発見、機能と構造の解析並びに応用」。
主な著書は、エッセンシャルタンパク質工学（共著、講談社2018、学術書）、酵素のおはなし（共著、日本規格協会1997、学術書）。

## 主な研究
- 耐熱性酵素の機能開発
- D-アミノ酸の機能解析と応用
- 好熱菌Geobacillus kaustophilus がもつ2つのNAD依存性アラニン脱水素酵素の機能解析とその生理的意義[6]
- 乳酸菌Lactobacillus属の新規分岐鎖アミノ酸ラセマーゼの機能解析[7]
- ヨーグルト酒中のGABA生産機構[8]
- キノコの子実体形成の分子生物学的解明
- 藍染工程の分子生物学的解明